# Locus credibilis

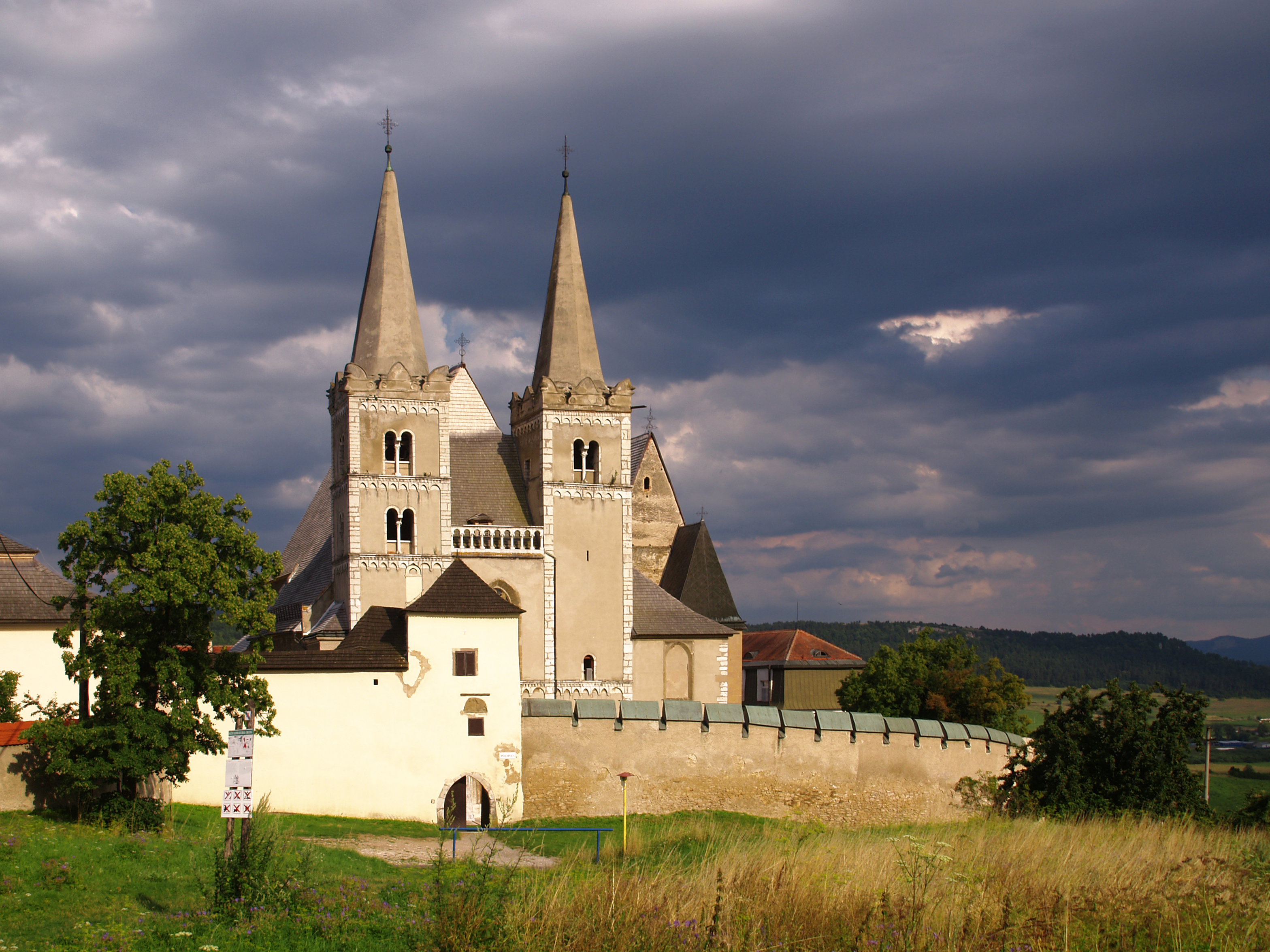
La cattedrale di Spišská Kapitula, in Slovacchia

Un locus credibilis (traducibile con stazione di autenticazione; in ungherese hiteleshely) era un istituto legale proprio del Regno di Ungheria. Si trattava di capitoli o abbazie obbligati a prestare servizi simili a quelli di un notaio. Ad esempio, redigevano contratti chiamati "confessioni" (in latino fassio), emettevano copie autenticate (transsumptum) di ogni documento che conservavano o che veniva loro presentato e garantivano con la loro testimonianza ogni tipo di atto legale. Oltre ai loro archivi, custodivano anche i documenti privati dei nobili locali.
Quest'istituto sorse alla fine del XII secolo e rimase in vigore fino a metà del XIX secolo. Verso il 1500 più di trenta realtà ecclesiastiche fungevano da loca credibilia in tutto il Regno (due di queste erano in Transilvania e altre due in Slavonia), ma le attività della maggior parte di loro era limitata ad alcuni comitati ed erano solo quattro quelle la cui autorità si estendeva a tutto il Regno. La loro esistenza prevenne la necessità di notai, cosicché quando i notai fecero la loro comparsa nel Regno dopo il 1300, la loro attività fu relegata all'ambito del diritto canonico.

## Origini
Fino alla seconda metà del XII secolo, solo le carte emesse dai sovrani avevano valore legale nel Regno d'Ungheria. Tuttavia, nelle cause tra laici già dall'XI secolo era consuetudine che i giuramenti fossero ricevuti da realtà ecclesiastiche come capitoli e monasteri e che le ordalia si svolgessero sotto la loro sorveglianza. Verso il 1200 al più tardi i capitoli incominciarono a tenere registri delle cause di cui erano stati testimoni. Il più antico esempio di questa pratica è il Regestrum Varadinense, che contiene le minute di 389 cause portate di fronte al capitolo di Gran Varadino (l'attuale Oradea, in Romania) fra il 1208 e il 1235.

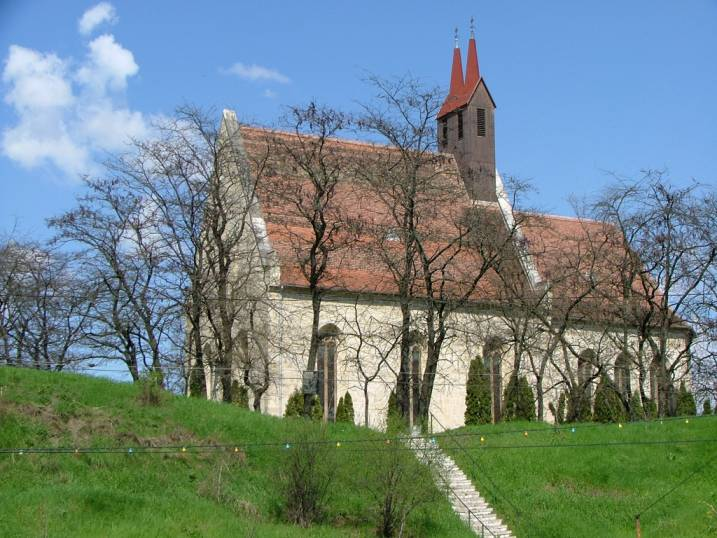
L'abbazia benedettina di Mănăștur, a Cluj-Napoca.

Le carte emesse dai capitoli e dalle abbazie incominciarono ad assumere un carattere uniforme a partire dalla seconda metà del XII e recavano il sigillo dell'emissore. Sebbene le carte emesse dalla cancelleria reale o dai principali giudici del Regno Although (ad esempio dal palatino) godessero di una speciale autorità, i documenti emessi in nome e con il sigillo delle istituzioni ecclesiastiche presto acquisirono una condizione quasi analoga. Successivamente non solo i nobili si rivolgevano a questi loca credibilia per avere conferma delle loro transazioni, ma persino i capi dei comitati, gli spani, e gli alti magistrati richiedevano l'autenticazione con il sigillo di capitoli e abbazie per i loro documenti pubblici.
Oltre a redigere e autenticare documenti dietro il pagamenti di una tariffa, i loca credibilia iniziarono a conservarli, tanto che in breve volgere di tempo furono in grado di autenticare copie dei documenti originali che custodivano o anche di altri documenti che fossero loro presentati. Ad esempio, verso il 1400 l'archivio della casa capitolare di Strigonio custodiva una carta emessa dal re Béla III (1172–1196), otto di Andrea II (1205–1235) e ventuno risalenti al regno di Béla IV (1235–1270), mentre nel 1525 la casa capitolare di Eger poteva produrre una copia di una carta originale del 1282.
La trasformazione delle più importanti istituzioni ecclesiastiche in vere agenzie dell'amministrazione pubblica era connessa al declino dell'ufficio del pristaldo (pristaldus), un testimone che precedeva l'epoca dei documenti scritti, che fu definitivamente abolito nel 1222 dal re Andrea II. Di conseguenza molti dei compiti giudiziari di competenza del pristaldo (per esempio, l'emissione di atti di citazione, la raccolta di prove, e la sorveglianza dei confini dei fondi) ricaddero sui rappresentanti dei capitoli e delle abbazie.

## Autorità

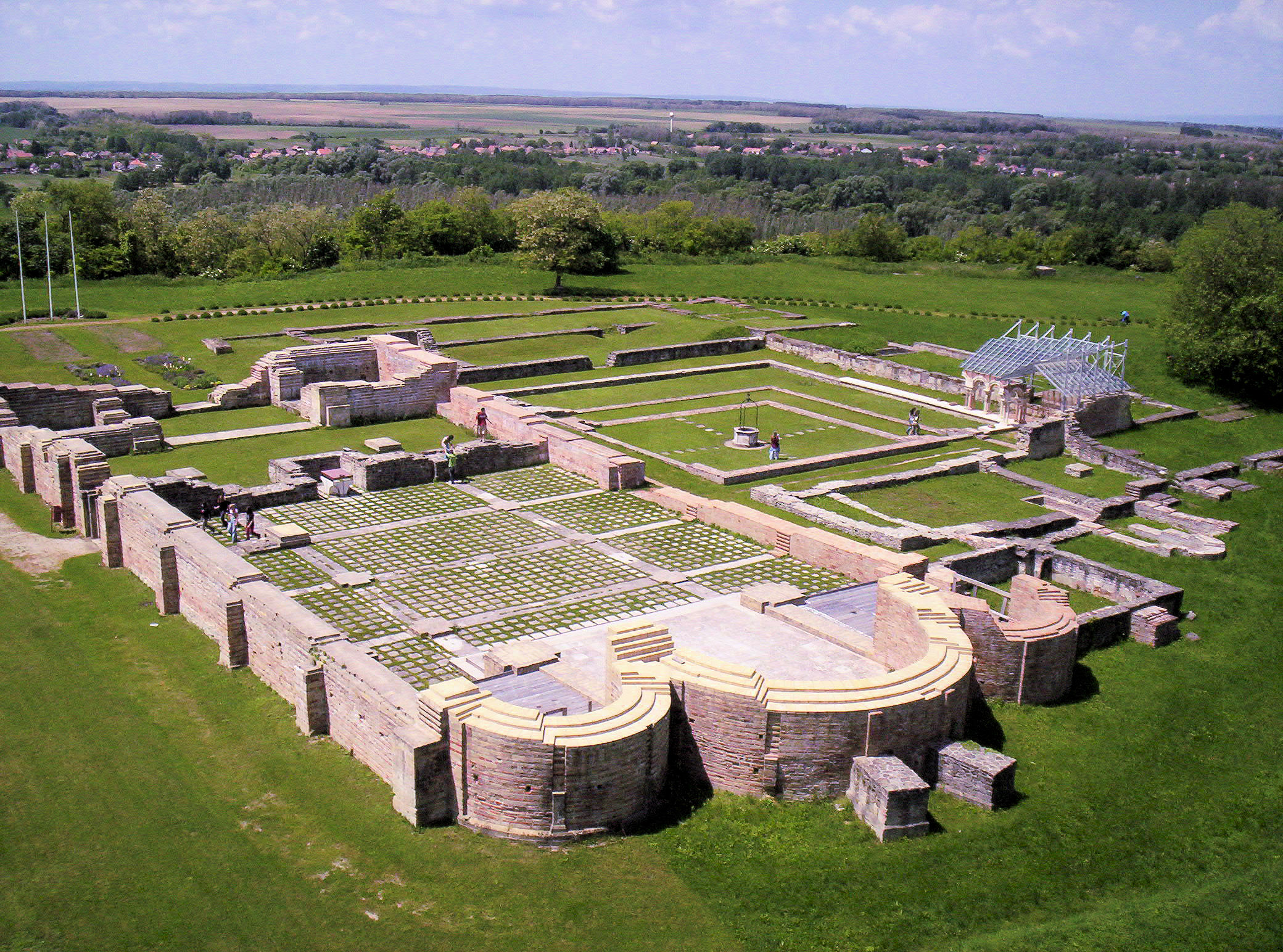
L'abbazia benedettina di Somogyvár.

Il processo con cui un capitolo o un'abbazia potessero diventare un "locus credibilis" dipendeva dalla loro reputazione. Se un'istituzione ecclesiastica era considerata scrupolosa nel riconoscere i diritti di proprietà di un fondo, i documenti recanti il suo sigillo godevano di autorità. La "credibilità" di una carta emessa da un capitolo o da un'abbazia in genere si estendeva sui comitati più vicini, dove i documenti e i sigilli erano più familiari.
Solo le istituzioni ecclesiastiche alle quali si rivolgevano i principali giudici del Regno avevano un'autorità che si estendeva a tutto il Regno. I quattro loca credibilia che avevano questa autorità erano i Cavalieri Ospitalieri di Alba Reale, il capitolo della collegiata della stessa città, il capitolo di Buda, e dal 1498 il capitolo cattedrale di Bosnia. Oltre a questi quattro, nel 1526 fungevano da locus credibilis quattordici capitoli cattedrali, sette capitoli collegiati, otto abbazie benedettine e cinque abbazie Premostratensi con autorità su un comitato, oppure su due o tre comitati vicini.

## Compiti e procedure
La verifica di titoli di proprietà era il compito più frequentemente richiesto a un locus credibilis. Per questa funzione, gli addetti copiavano le carte già emesse, controllavano l'autenticità degli originali e registravano l'atto in un registro o in forma di un chirografo. Gli addetti dovevano essere certi dei diritti di proprietà prima di emettere un certificato che attestasse la proprietà di un fondo. fossero. A questo scopo gli addetti esaminavano il documento, confrontando la scrittura, il sigillo e altri elementi in grado di suffragare l'autenticità del documento. Le carte private dei proprietari terrieri erano conservate in cassette sigillate dai proprietari.
Al XIV secolo risalgono i primi documenti che attestano che i loca credibilia furono frequentemente coinvolti nelle inchieste giudiziarie; di conseguenza gli attori davano inizio alle liti presentando una pretesa al locus credibilis locale, dichiarando una violazione o un abuso da parte di altri o registrando una compravendita o una permuta di beni immobili. Il procedimento passava dal locus credibilis a un magistrato che a quel punto richiedeva un'inchiesta allo stesso o un altro locus credibilis di accertare la violazione o di introdurre il nuovo proprietario nel suo fondo e registrare ogni obiezione espressa al riguardo. I rappresentanti dei  loca credibilia attestavano anche le divisioni dei fondi e ne fissavano i confini. Nel caso di una concessione regia, un breve ordinava loro di testimoniare la concessione, della quale dovevano rendere un atto al beneficiario.